# Árchez
Árchez es un municipio español de la provincia de Málaga, Andalucía, situado en las estribaciones de la sierra de Tejeda y Almijara a 530 m s. n. m. Árchez es uno de los 31 pueblos que conforman la comarca de la Axarquía.
Su población en 2017 era de 405 habitantes. Su superficie es de 4,8 km² siendo el municipio menos extenso de la provincia. Sus habitantes se denominan archeros.
Limita: al N y O con el municipio de Canillas de Albaida al E con Cómpeta y al S y O con el municipio de Sayalonga.
El núcleo de población está situado junto al río Turvilla y sobre la falda de las sierras Tejeda y Almijara, a 435 m s. n. m. Dista 21 km de Vélez-Málaga y 52 km de Málaga. Baña el término el río Turvilla, el arroyo Cortijuelo y la acequia de Corumbela, que hasta mediados del s. XIX fue un municipio independiente.
La actividad económica principal es la agricultura (olivos, viñas)

## Historia

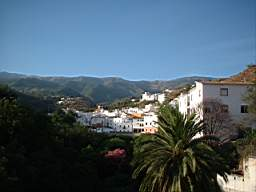
Árchez

Árchez, al igual que muchos pueblos de Andalucía tiene sus raíces en un pasado morisco, siendo en sus orígenes, tal vez una alquería.
En 1487, las tropas cristianas que comandaban los Reyes Católicos conquistan la zona, pasando la villa de Árchez junto con las de Canillas de Aceituno, Corumbela, Algarrobo y Salares al señorío de don Diego Fernández de Córdoba, que después sería Marqués de Comares.
El Marquesado de Comares, al cual pertenecía la villa de Árchez, procede del cambio de la villa de Comares, que dio nombre al marquesado, por la de Sedella, según real cédula de la reina Juana I de Castilla de 20 de diciembre de 1512.
A finales del siglo XIX, la filoxera barrió los campos de viñas del término municipal.
Durante el siglo XX, Árchez sufrió una fuerte pérdida de población, pasando de 858 habitantes en 1920 a 353 en 2001.

## Geografía humana

### Demografía
Cuenta con una población de 411 habitantes (INE 2024).
| Gráfica de evolución demográfica de Árchez entre 1842 y 2021                                                          |
| |
| Población de derecho según los censos de población del INE. Población de hecho según los censos de población del INE. |

| Nacionalidad | Hombres | Mujeres | Total | %     | Proporción |
| ------------ | ------- | ------- | ----- | ----- | ---------- |
| Española     | 141     | 140     | 281   | 70.9% |            |
| Extranjera   | 57      | 58      | 115   | 29.0% |            |

| 2013 | 2014 | 2015 | 2016 | 2017 | 2018 | 2019 | 2020 | 2021 | 2022 |
| ---- | ---- | ---- | ---- | ---- | ---- | ---- | ---- | ---- | ---- |
| 487  | 444  | 436  | 428  | 405  | 391  | 385  | 385  | 398  | 396  |

## Política y Administración

### Resultado de las elecciones municipales de 2023
| Candidatura     | Candidatura                              | Votos | %                               | Escaños                         |
| --------------- | ---------------------------------------- | ----- | ------------------------------- | ------------------------------- |
|                 | Partido Popular (PP)                     | 161   | 63,14                           | 5                               |
|                 | Partido Socialista Obrero Español (PSOE) | 90    | 35,29                           | 2                               |
| Votos en blanco | Votos en blanco                          | 4     | 1,57                            | n/a                             |
| Votos válidos   | Votos válidos                            | 255   | 100                             | 7                               |
| Votos nulos     | Votos nulos                              | 3     | Participación: \| \| 88,36 % \| | Participación: \| \| 88,36 % \| |
| Votantes        | Votantes                                 | 258   | Participación: \| \| 88,36 % \| | Participación: \| \| 88,36 % \| |
| Electores       | Electores                                | 292   | Participación: \| \| 88,36 % \| | Participación: \| \| 88,36 % \| |
|                 | 88,36 %                                  |       |                                 |                                 |

## Monumentos

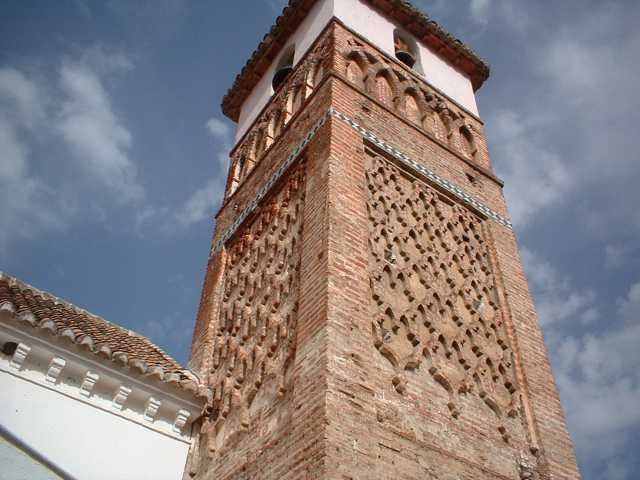
Torre Alminar de Árchez

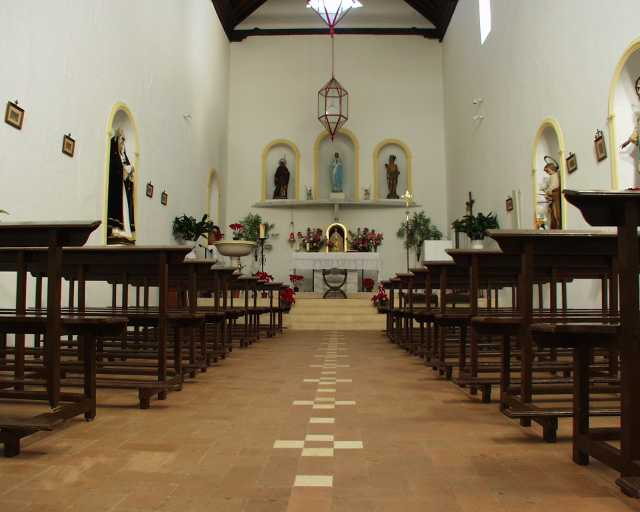
Nuestra Señora de la Encarnación

- Torre alminar de la Iglesia de la Encarnación, del siglo XII.
- Iglesia del siglo XIV Nuestra Señora de la Encarnación.
- Antiguos molinos.

## Fiestas
- Último domingo de enero: San Antón.
- 11, 12 y 13 de julio de 2014 Fiestas.

## Gastronomía
Los típicos platos andaluces son el guisado de hinojos con arroz y el chivo al ajillo. La cocina de Árchez se caracteriza por el uso de productos naturales, la mayoría del campo, en todos sus platos. Uno de los guisos más típicos es el potaje de hinojos con arroz, Potaje de garbanzos con bacalao propio de la Semana Santa. También podemos probar las migas de pan, acompañadas de arencas o sardinas, el ajo blanco y las tortitas de bacalao con miel, picadillo y uvas al vino. El chivo y el cordero son otro suculento plato de Árchez.